# Хилц, Николь
Нико́ль Мари́ Хилц (англ. Nichole Marie Hiltz; 3 сентября 1978 года, Хановер, Массачусетс, США) — американская актриса и певица.

## Биография
Николь Мари Хилц родилась 3 сентября 1978 года в Хановере (штат Массачусетс, США).
Николь дебютировала в кино в 1999 году, сыграв роль вымышленной девушки № 1 в короткометражном фильме «Спортивная собака». В 2001 году Хилц сыграла роль ходока в ночной клуб № 2 в фильме «Любовь зла». Кроме этого, Николь Хилц известна по таким фильмам и сериалам как: «Где моя тачка, Чувак?» 2000 год, «Тайны Смолвиля» 2001—2011 год, «Любовь зла» 2001 год, «Хуже не бывает» 2002 год, «Отчаянные домохозяйки» 2004, «Кошмары на стоянке трейлеров» 2008 год и т. д. Всего она сыграла в 46 фильмах и телесериалах.
В 2000-х годах Николь состояла в фактическом браке. У бывшей пары есть ребёнок (род. 2010).

## Избранная фильмография
| Год  |   | Русское название                 | Оригинальное название    | Роль          |
| ---- | - | -------------------------------- | ------------------------ | ------------- |
| 2002 | с | Баффи — истребительница вампиров | Buffy the Vampire Slayer | Дайана        |
| 2006 | с | Отчаянные домохозяйки            | Desperate Housewives     | Либби Коллинз |